# Küçeyi
Küçeyi è un comune dell'Azerbaigian situato nel distretto di Quba. Conta una popolazione di 974 abitanti.